# Hôtel Maledent de Savignac de Feytiat
L'hôtel de Maledent de Savignac de Feytiat est un hôtel particulier situé à Limoges, en France. Il abrite un des trois sites de la  Direction régionale des affaires culturelles de la région Nouvelle-Aquitaine.

## Localisation
L'édifice est situé dans le département français de la Haute-Vienne, sur la commune de Limoges, au 6 de la rue Haute-de-la-Comédie, en plein quartier historique du Château.

## Historique
Le bâtiment est daté du premier quart du XVIIe siècle, précisément de 1632.
L'hôtel fait l'objet d'une inscription aux monuments historiques depuis le 16 septembre 1949, concernant ses façades, la cheminée du grand salon et les caves.